# Педагогічні товариства
Педагогічні товариства — добровільні, самодіяльні об'єднання вчителів, представників народної освіти, громадськості, які сприяють розробці актуальних проблем і питань теорії і практики навчання та виховання.

## Історія
Перше педагогічне товариство в Російській імперії виникло в Петербурзі у 1860 році. Товариства створювали і при університетах та інститутах. У 1909 році заснували Товариство експериментальної педагогіки в Петербурзі; у 1915 році організовано Всеросійське педагогічне товариство тощо.
На території України діяли товариства Рідна школа (1881) у Львові; Руська школа (1877) і Педагогічне товариство імені Г. Сковороди в Чернівцях; Київське педагогічне товариство імені К. Д. Ушинського (1899); Київське фребелівське педагогічне товариство (1908); Київське обласне педагогічне товариство (1916) тощо. Організовували їх, як правило, представники прогресивної інтелігенції. 
У Харкові з 1929 по 1935 рік існувало Товариство педагогів-марксистів. З 1959 по 1960 роки створені товариства в республіках СРСР. У 1960 році засноване Педагогічне товариство УРСР у Києві.